# Toque de bandera
El Toque de bandera es un himno patriótico y marcha de México que se entona en el país durante los honores a la bandera que se realizan en cada institución educativa y militar los días lunes de cada semana durante las fiestas cívicas marcadas por el calendario oficial. La letra fue escrita por Xóchitl Angélica Palomino Contreras, y la música es obra de Juan Pío Manzanares.

## Letra
Se levanta en el mástil mi Bandera
Como un sol entre céfiros y trinos,

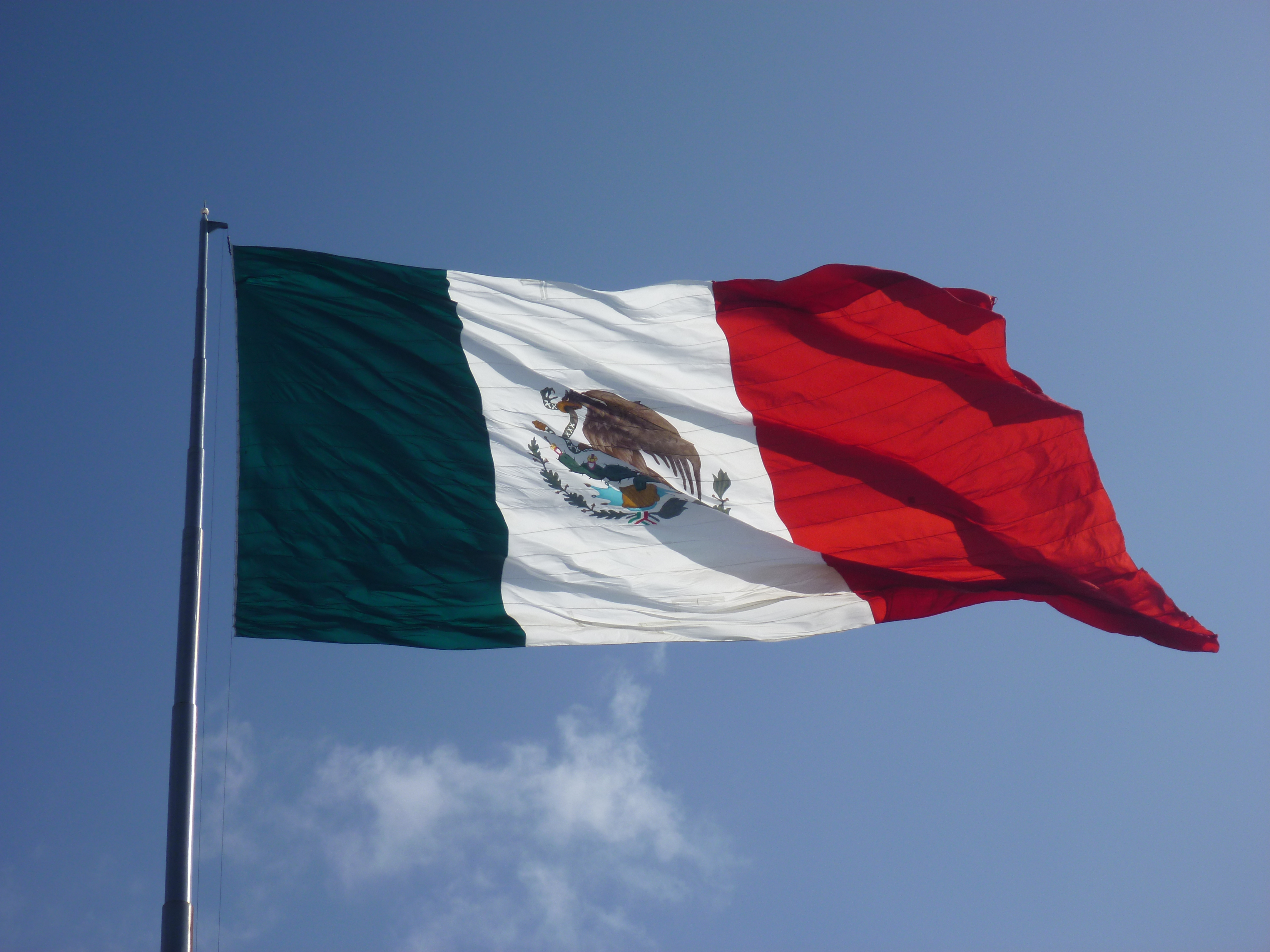
El Toque de bandera se utiliza en el recorrido e izamiento de la Bandera Mexicana.

Muy adentro en el templo de mi veneración
Oigo y siento contento latir mi corazón.
Es mi bandera la enseña nacional
Son estas notas su cántico marcial
Desde niños sabremos venerarla
Y también por su amor vivir.
Almo y sacro pendón que es nuestro anhelo
Como rayo de luz se eleva al cielo
Inundando a través de su lienzo tricolor
Inmortal nuestro ser de fervor y patrio ardor.
Es mi bandera la enseña nacional
Son estas notas su cántico marcial
Desde niños sabremos venerarla

Y también por su honor morir.